# Middlebourne
Middlebourne – miasto w Stanach Zjednoczonych, w stanie Wirginia Zachodnia, siedziba administracyjna hrabstwa Tucker.